# Léobard
Pour l’article homonyme, voir Léobard (homonymie).
Léobard est une commune française, située dans l'ouest du département du Lot en région Occitanie.
Elle est également dans la Bouriane, une région naturelle sablonneuse et collinaire couverte de forêt avec comme essence principale des châtaigniers.
Exposée à un climat océanique altéré, elle est drainée par le Céou et par un autre cours d'eau. Incluse dans le bassin de la Dordogne, la commune possède un patrimoine naturel remarquable composé de deux zones naturelles d'intérêt écologique, faunistique et floristique.
Léobard est une commune rurale qui compte 224 habitants en 2022, après avoir connu un pic de population de 1 348 habitants en 1800.  Elle fait partie de l'aire d'attraction de Gourdon. Ses habitants sont appelés les Léobardois ou  Léobardoises.

## Géographie
Léobard est située à l'ouest de Gourdon, sur une petite hauteur dominant par le nord la vallée du Céou (affluent de la Dordogne).
L'Abbaye, ou l'Abbaye-Nouvelle est un hameau (et ancienne commune indépendante) implantée au sud, sur la rive opposée du Céou.

### Communes limitrophes
Léobard est limitrophe de six autres communes, dont deux dans le département de la Dordogne.
| Nabirat (Dordogne)                |         | Payrignac |
| Saint-Aubin-de-Nabirat (Dordogne) | Léobard | Gourdon   |
| Salviac                           |         | Dégagnac  |

### Climat
Pour des articles plus généraux, voir Climat de l'Occitanie et Climat du Lot.
En 2010, le climat de la commune est de type climat océanique altéré, selon une étude s'appuyant sur une série de données couvrant la période 1971-2000. En 2020, Météo-France publie une typologie des climats de la France métropolitaine dans laquelle la commune est toujours exposée à un climat océanique altéré et est dans une zone de transition entre les régions climatiques « Aquitaine, Gascogne » et « Ouest et nord-ouest du Massif Central ». La première est caractérisée par une pluviométrie abondante au printemps, modérée en automne, un faible ensoleillement au printemps, un été chaud (19,5 °C), des vents faibles, des brouillards fréquents en automne et en hiver et des orages fréquents en été (15 à 20 jours).  La seconde présente une pluviométrie annuelle de 900 à 1 500 mm, maximale en automne et en hiver.
Pour la période 1971-2000, la température annuelle moyenne est de 12,9 °C, avec une amplitude thermique annuelle de 15,4 °C. Le cumul annuel moyen de précipitations est de 895 mm, avec 11,7 jours de précipitations en janvier et 6,4 jours en juillet. Pour la période 1991-2020, la température moyenne annuelle observée sur la station météorologique la plus proche, située sur la commune de Gourdon à 6 km à vol d'oiseau, est de 13,1 °C et le cumul annuel moyen de précipitations est de 823,0 mm,. Pour l'avenir, les paramètres climatiques de la commune estimés pour 2050 selon différents scénarios d’émission de gaz à effet de serre sont consultables sur un site dédié publié par Météo-France en novembre 2022.

### Milieux naturels et biodiversité

#### Espaces protégés
La protection réglementaire est le mode d’intervention le plus fort pour préserver des espaces naturels remarquables et leur biodiversité associée,.
La commune fait partie de la zone de transition du bassin de la Dordogne, un territoire d'une superficie de 1 880 258 ha reconnu réserve de biosphère par l'UNESCO en juillet 2012,.

#### Zones naturelles d'intérêt écologique, faunistique et floristique

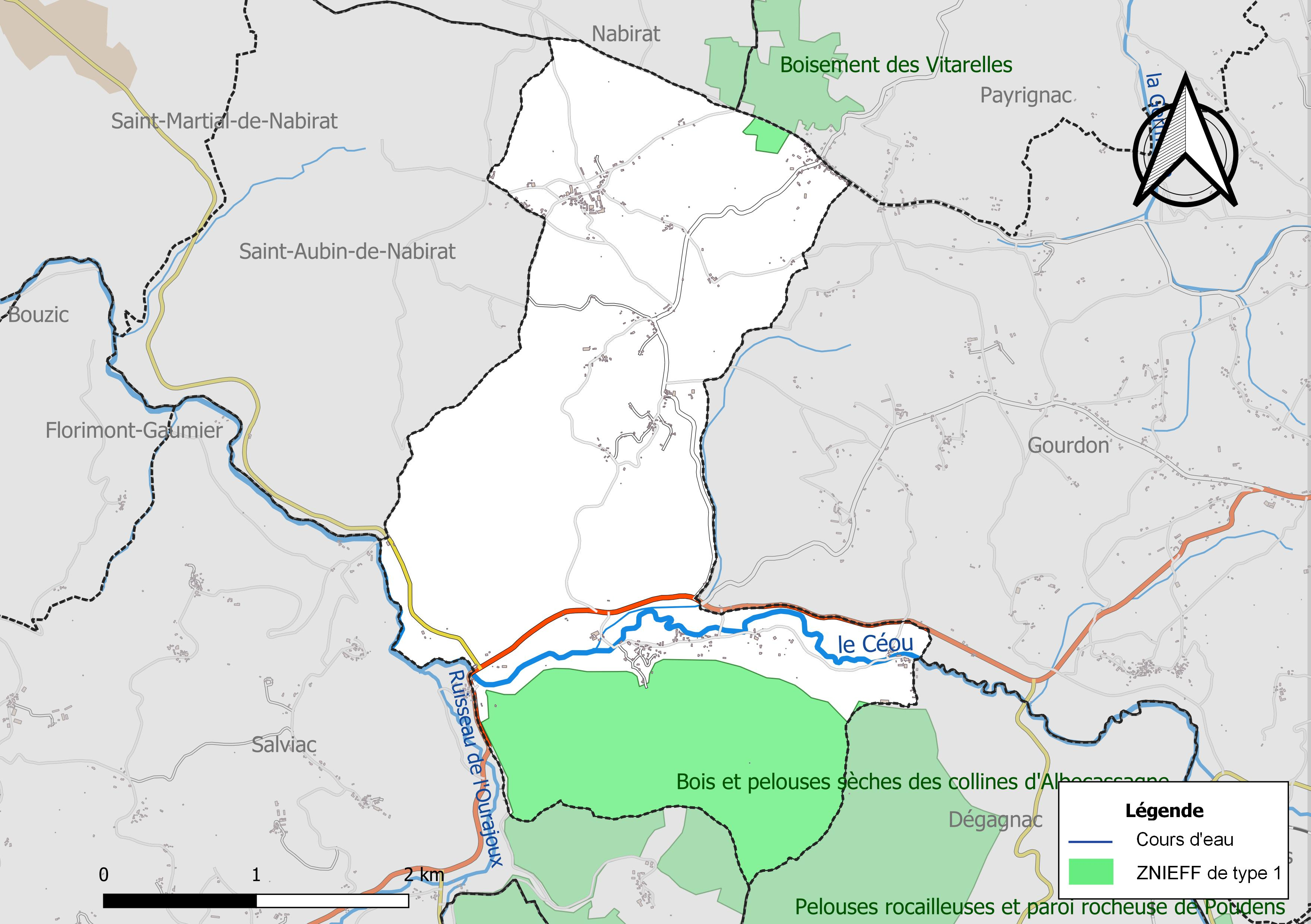
Carte des ZNIEFF de type 1 localisées sur la commune.

L’inventaire des zones naturelles d'intérêt écologique, faunistique et floristique (ZNIEFF) a pour objectif de réaliser une couverture des zones les plus intéressantes sur le plan écologique, essentiellement dans la perspective d’améliorer la connaissance du patrimoine naturel national et de fournir aux différents décideurs un outil d’aide à la prise en compte de l’environnement dans l’aménagement du territoire.
Deux ZNIEFF de type 1 sont recensées sur la commune :
les « bois et pelouses sèches des collines d'Albecassagne » (643 ha), couvrant 3 communes du département et 
le « boisement des Vitarelles » (57 ha), couvrant 3 communes dont une dans la Dordogne et deux dans le Lot.

## Urbanisme

### Typologie
Au 1er janvier 2024, Léobard est catégorisée commune rurale à habitat très dispersé, selon la nouvelle grille communale de densité à sept niveaux définie par l'Insee en 2022.
Elle est située hors unité urbaine. Par ailleurs la commune fait partie de l'aire d'attraction de Gourdon, dont elle est une commune de la couronne,. Cette aire, qui regroupe 22 communes, est catégorisée dans les aires de moins de 50 000 habitants,.

### Occupation des sols
L'occupation des sols de la commune, telle qu'elle ressort de la base de données européenne d’occupation biophysique des sols Corine Land Cover (CLC), est marquée par l'importance des forêts et milieux semi-naturels (57,4 % en 2018), une proportion sensiblement équivalente à celle de 1990 (57,2 %). La répartition détaillée en 2018 est la suivante : 
forêts (57,4 %), zones agricoles hétérogènes (39,3 %), prairies (3,3 %). L'évolution de l’occupation des sols de la commune et de ses infrastructures peut être observée sur les différentes représentations cartographiques du territoire : la carte de Cassini (XVIIIe siècle), la carte d'état-major (1820-1866) et les cartes ou photos aériennes de l'IGN pour la période actuelle (1950 à aujourd'hui).

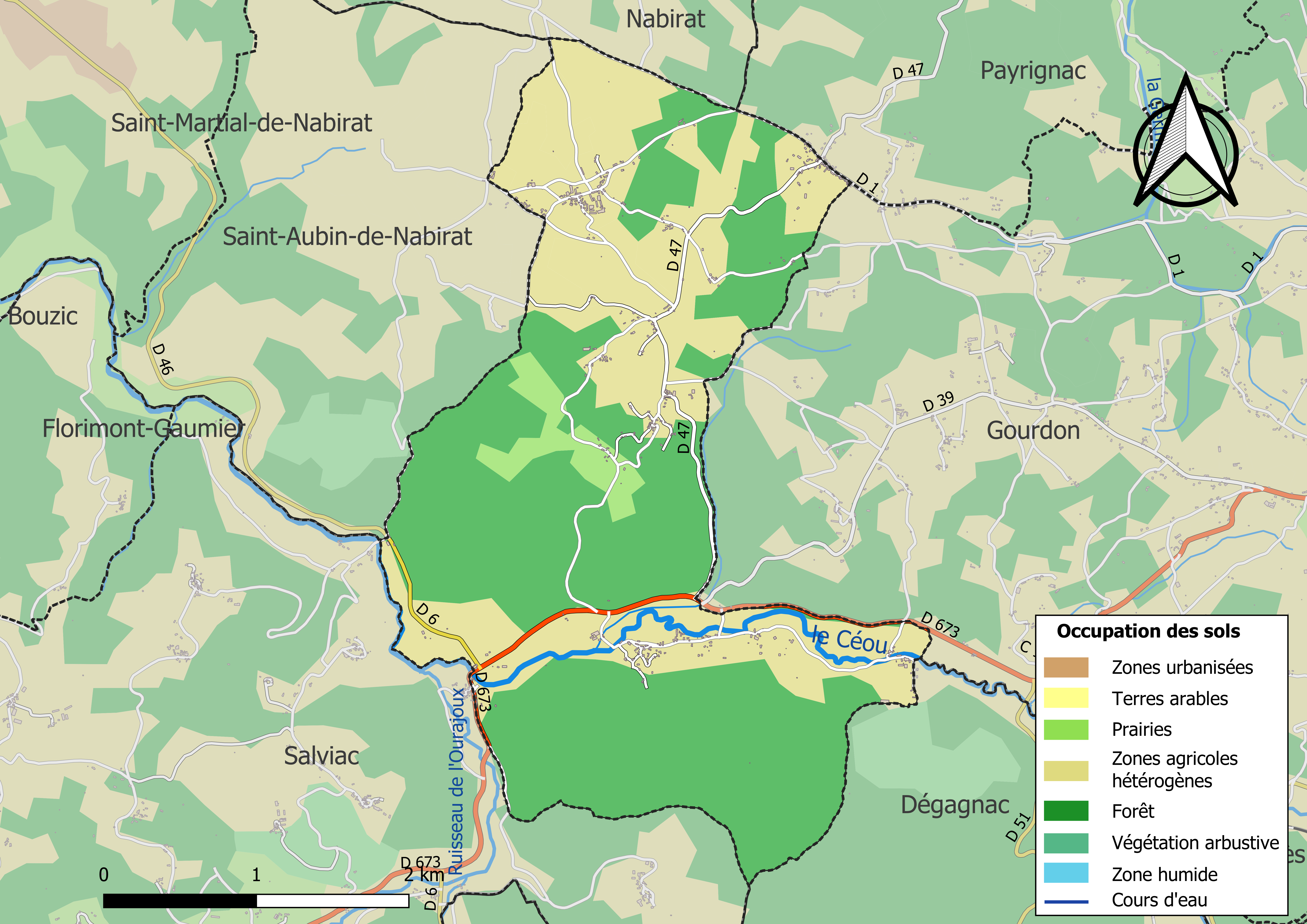
Carte des infrastructures et de l'occupation des sols de la commune en 2018 (CLC).

### Risques majeurs
Le territoire de la commune de Léobard est vulnérable à différents aléas naturels : météorologiques (tempête, orage, neige, grand froid, canicule ou sécheresse), inondations, feux de forêts, mouvements de terrains et séisme (sismicité très faible). Un site publié par le BRGM permet d'évaluer simplement et rapidement les risques d'un bien localisé soit par son adresse soit par le numéro de sa parcelle.
Certaines parties du territoire communal sont susceptibles d’être affectées par le risque d’inondation par débordement de cours d'eau, notamment le Céou. La cartographie des zones inondables en ex-Midi-Pyrénées réalisée dans le cadre du XIe Contrat de plan État-région, visant à informer les citoyens et les décideurs sur le risque d’inondation, est accessible sur le site de la DREAL Occitanie. La commune a été reconnue en état de catastrophe naturelle au titre des dommages causés par les inondations et coulées de boue survenues en 1982, 1993, 1996 et 1999,.
Léobard est exposée au risque de feu de forêt du fait de la présence sur son territoire du massif Ouest. Un plan départemental de protection des forêts contre les incendies a été approuvé par arrêté préfectoral le 30 novembre 2015 pour la période 2015-2025. Les propriétaires doivent ainsi couper les broussailles, les arbustes et les branches basses sur une profondeur de 50 mètres, aux abords des constructions, chantiers, travaux et installations de toute nature, situées à moins de 200 mètres de terrains en nature
de bois, forêts, plantations, reboisements, landes ou friches. Le brûlage des déchets issus de l’entretien des parcs et jardins des ménages et des collectivités est interdit. L’écobuage est également interdit, ainsi que les feux de type méchouis et barbecues, à l’exception de ceux prévus dans des installations fixes (non situées sous couvert d'arbres) constituant une dépendance d'habitation.

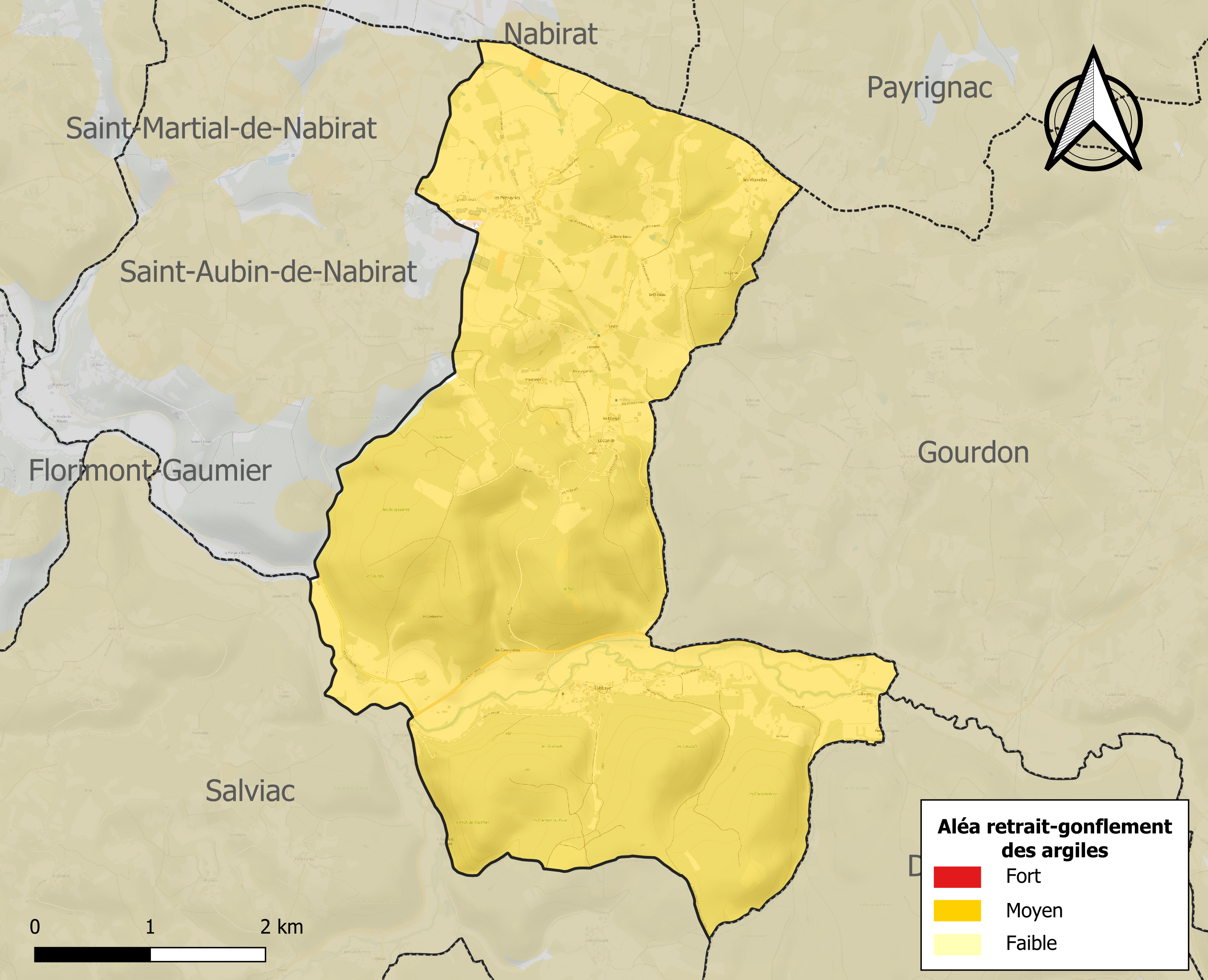
Carte des zones d'aléa retrait-gonflement des sols argileux de Léobard.

Les mouvements de terrains susceptibles de se produire sur la commune sont des affaissements et effondrements liés aux cavités souterraines (hors mines), des éboulements, chutes de pierres et de blocs, des glissements de terrain et des tassements différentiels. Par ailleurs, afin de mieux appréhender le risque d’affaissement de terrain, l'inventaire national des cavités souterraines permet de localiser celles situées sur la commune.
Le retrait-gonflement des sols argileux est susceptible d'engendrer des dommages importants aux bâtiments en cas d’alternance de périodes de sécheresse et de pluie. 99,6 % de la superficie communale est en aléa moyen ou fort (67,7 % au niveau départemental et 48,5 % au niveau national). Sur les 171 bâtiments dénombrés sur la commune en 2019, 169 sont en aléa moyen ou fort, soit 99 %, à comparer aux 72 % au niveau départemental et 54 % au niveau national. Une cartographie de l'exposition du territoire national au retrait gonflement des sols argileux est disponible sur le site du BRGM,.
Par ailleurs, afin de mieux appréhender le risque d’affaissement de terrain, l'inventaire national des cavités souterraines permet de localiser celles situées sur la commune.
Concernant les mouvements de terrains, la commune a été reconnue en état de catastrophe naturelle au titre des dommages causés par la sécheresse en 1989 et par des mouvements de terrain en 1999.

## Toponymie
Le toponyme Léobard est basé sur un anthroponyme germanique formé à partir de leud le peuple et bald audacieux.

## Politique et administration

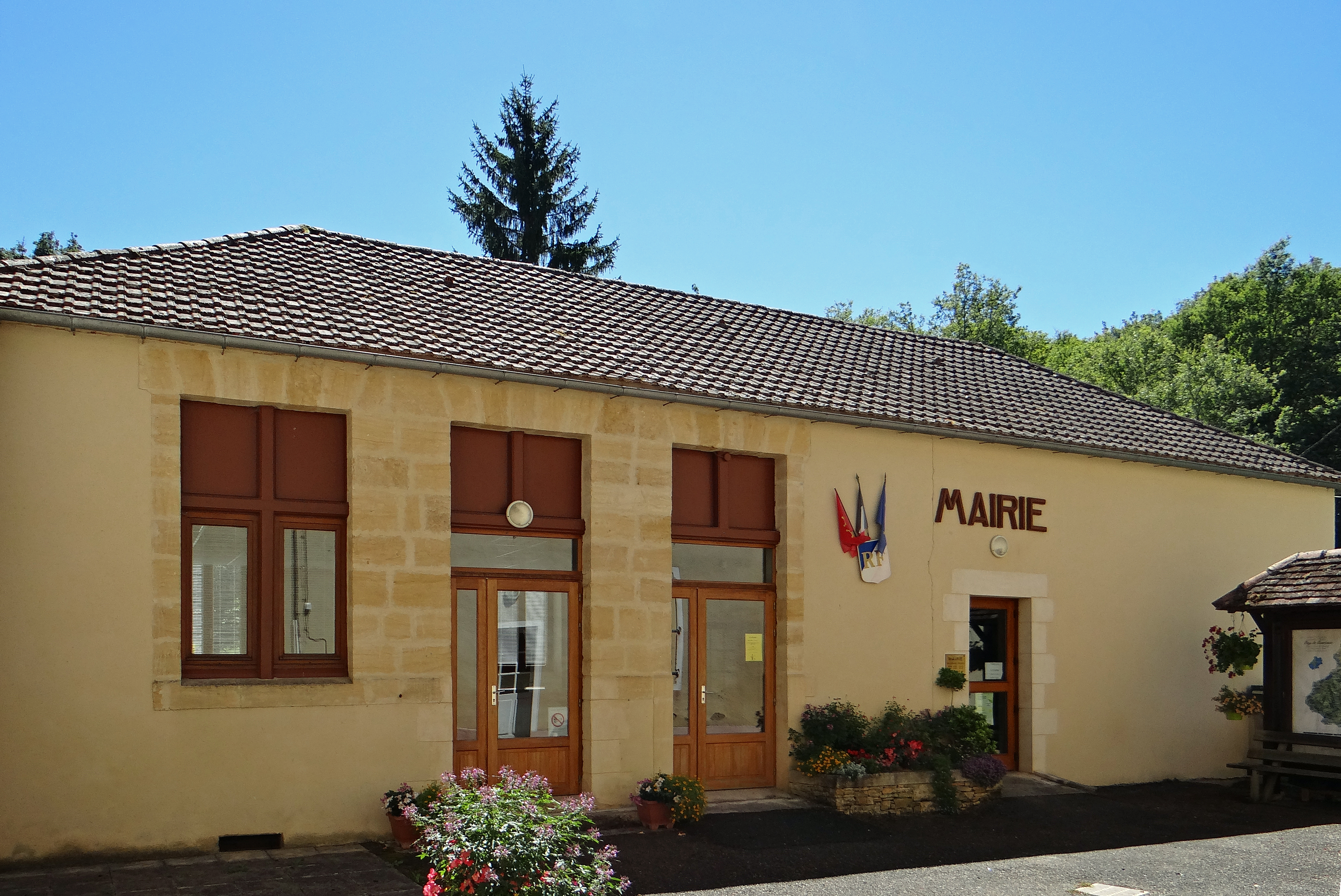
La mairie.

## Démographie
L'évolution du nombre d'habitants est connue à travers les recensements de la population effectués dans la commune depuis 1793. Pour les communes de moins de 10 000 habitants, une enquête de recensement portant sur toute la population est réalisée tous les cinq ans, les populations de référence des années intermédiaires étant quant à elles estimées par interpolation ou extrapolation. Pour la commune, le premier recensement exhaustif entrant dans le cadre du nouveau dispositif a été réalisé en 2007.

En 2022, la commune comptait 224 habitants, en évolution de +4,67 % par rapport à 2016 (Lot : +1,31 %, France hors Mayotte : +2,11 %).
| 1793 | 1800  | 1806 | 1821 | 1831 | 1836 | 1841 | 1846 | 1851 |
| ---- | ----- | ---- | ---- | ---- | ---- | ---- | ---- | ---- |
| 439  | 1 348 | 968  | 751  | 706  | 768  | 747  | 748  | 755  |

| 1856 | 1861 | 1866 | 1872 | 1876 | 1881 | 1886 | 1891 | 1896 |
| ---- | ---- | ---- | ---- | ---- | ---- | ---- | ---- | ---- |
| 756  | 722  | 677  | 646  | 620  | 613  | 587  | 550  | 526  |

| 1901 | 1906 | 1911 | 1921 | 1926 | 1931 | 1936 | 1946 | 1954 |
| ---- | ---- | ---- | ---- | ---- | ---- | ---- | ---- | ---- |
| 512  | 482  | 506  | 356  | 357  | 336  | 288  | 251  | 242  |

| 1962 | 1968 | 1975 | 1982 | 1990 | 1999 | 2006 | 2007 | 2012 |
| ---- | ---- | ---- | ---- | ---- | ---- | ---- | ---- | ---- |
| 217  | 201  | 197  | 196  | 177  | 181  | 192  | 193  | 217  |

| 2017 | 2022 | - | - | - | - | - | - | - |
| ---- | ---- | - | - | - | - | - | - | - |
| 210  | 224  | - | - | - | - | - | - | - |

## Économie

### Revenus
En 2018, la commune compte 95 ménages fiscaux, regroupant 202 personnes. La médiane du revenu disponible par unité de consommation est de 17 980 € (20 740 € dans le département).

### Emploi
|                | 2008  | 2013   | 2018  |
| -------------- | ----- | ------ | ----- |
| Commune        | 3,2 % | 12,1 % | 9,8 % |
| Département    | 7,3 % | 8,9 %  | 9,6 % |
| France entière | 8,3 % | 10 %   | 10 %  |

En 2018, la population âgée de 15 à 64 ans s'élève à 120 personnes, parmi lesquelles on compte 76,4 % d'actifs (66,7 % ayant un emploi et 9,8 % de chômeurs) et 23,6 % d'inactifs,. En  2018, le taux de chômage communal (au sens du recensement) des 15-64 ans est supérieur à celui du département, mais inférieur à celui de la France, alors qu'il était inférieur à celui du département et de la France en 2008.
La commune fait partie de la couronne de l'aire d'attraction de Gourdon, du fait qu'au moins 15 % des actifs travaillent dans le pôle,. Elle compte 24 emplois en 2018, contre 33 en 2013 et 36 en 2008. Le nombre d'actifs ayant un emploi résidant dans la commune est de 81, soit un indicateur de concentration d'emploi de 30,1 % et un taux d'activité parmi les 15 ans ou plus de 51,4 %.
Sur ces 81 actifs de 15 ans ou plus ayant un emploi, 21 travaillent dans la commune, soit 25 % des habitants. Pour se rendre au travail, 86,7 % des habitants utilisent un véhicule personnel ou de fonction à quatre roues, 1,2 % s'y rendent en deux-roues, à vélo ou à pied et 12 % n'ont pas besoin de transport (travail au domicile).

### Activités hors agriculture
14 établissements sont implantés  à Léobard au 31 décembre 2019.
Le secteur des activités spécialisées, scientifiques et techniques et des activités de services administratifs et de soutien est prépondérant sur la commune puisqu'il représente 21,4 % du nombre total d'établissements de la commune (3 sur les 14 entreprises implantées  à Léobard), contre 13,5 % au niveau départemental.

### Agriculture
La commune est dans la « Bourianne », une petite région agricole occupant une partiede l'ouest du territoire du département du Lot. En 2020, l'orientation technico-économique de l'agriculture  sur la commune est la polyculture et/ou le polyélevage.
|               | 1988 | 2000 | 2010 | 2020 |
| ------------- | ---- | ---- | ---- | ---- |
| Exploitations | 23   | 25   | 21   | 12   |
| SAU (ha)      | 383  | 460  | 493  | 447  |

Le nombre d'exploitations agricoles en activité et ayant leur siège dans la commune est passé de 23 lors du recensement agricole de 1988  à 25 en 2000 puis à 21 en 2010 et enfin à 12 en 2020, soit une baisse de 48 % en 32 ans. Le même mouvement est observé à l'échelle du département qui a perdu pendant cette période 60 % de ses exploitations,. La surface agricole utilisée sur la commune est restée relativement stable, passant de 383 ha en 1988 à 447 ha en 2020. Parallèlement la surface agricole utilisée moyenne par exploitation a augmenté, passant de 17 à 37 ha.

## Culture locale et patrimoine

### Abbaye nouvelle de Léobard
L'Abbaye nouvelle : magnifique abbaye cistercienne ruinée du XIIIe siècle. En 1242, Guillaume de Gourdon légua à l'abbaye d'Obazine des possessions qu'il avait dans la seigneurie de Salviac. Cette donation avait peut-être pour but de faire oublier des accusations de catharisme portées contre lui.
L'abbaye a été construite sur un monticule calcaire, le Pech-Gisbert, dominant la Céou. Elle est construite entre 1260 et 1287. L'église est de style gothique simple : une nef unique sans transept de cinq travées, ayant une longueur à l'origine de 45 mètres. Elle était construite sur une salle basse voûtée qui servait de cellier.
On constate que la structure de l'église est assez semblable à celle de l'église des Cordeliers à Gourdon terminée en 1285.
La guerre de Cent Ans va conduire à l'abandon de l'abbaye par les moines. Ils reviennent au XVe siècle et entament des réparations sur l'église et les bâtiments conventuels.
Les moines quittent l'abbaye et l'église est sécularisée en 1650 et sert d'église paroissiale. Elle est alors réduite à deux travées et est percée d'un portail classique en 1669.
À la Révolution, l'abbaye et ses biens sont vendus comme bien national, sauf l'église. Les bâtiments conventuels vont servir de carrière de pierre.
Les bâtiments sont partiellement restaurés au XIXe siècle. L'église est inscrite au titre des Monuments historiques en 1926. En 1978 est créée l'Association de sauvegarde de l'Abbaye Nouvelle. Des campagnes de restauration sont alors entreprises. L’Association organise des manifestations culturelles dans l'église. L'abbaye est propriété de la commune de Léobard et elle est classée monument historique en 1991.

### Église Sainte-Madeleine de Léobard
L'église Sainte-Madeleine se trouve dans le bourg de Léobard. L'église d'origine romane porte les traces de ses nombreuses modifications au cours du temps,. Des fenêtres ont été décorées de vitraux réalisés par l'atelier Creunier en 2007.
À côté de l'église, on peut voir une demeure bourgeoise construite à l'emplacement de l'ancien château qui appartenait à la famille des Junies. Le château a été dépecé par le conventionnel Jean Guillaume Taillefer au début de la Révolution. Il en subsiste une fenêtre à meneaux utilisée en remploi dans l'école.
L'édifice est référencé dans la base Mérimée et à l'Inventaire général de la région Occitanie. Plusieurs objets sont référencés dans la base Palissy.

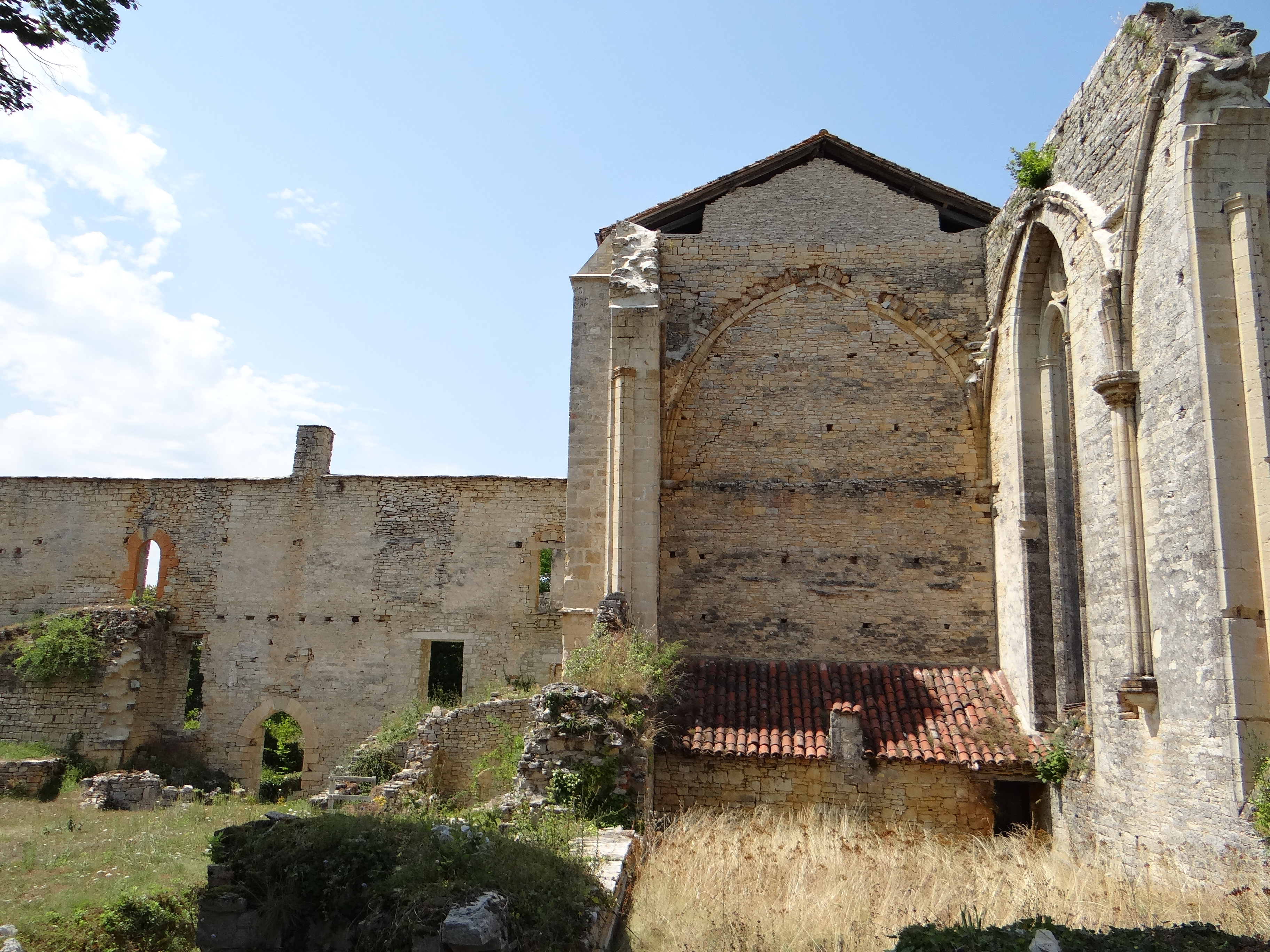
L'Abbaye-Nouvelle : vestiges de bâtiments conventuels et de l'église
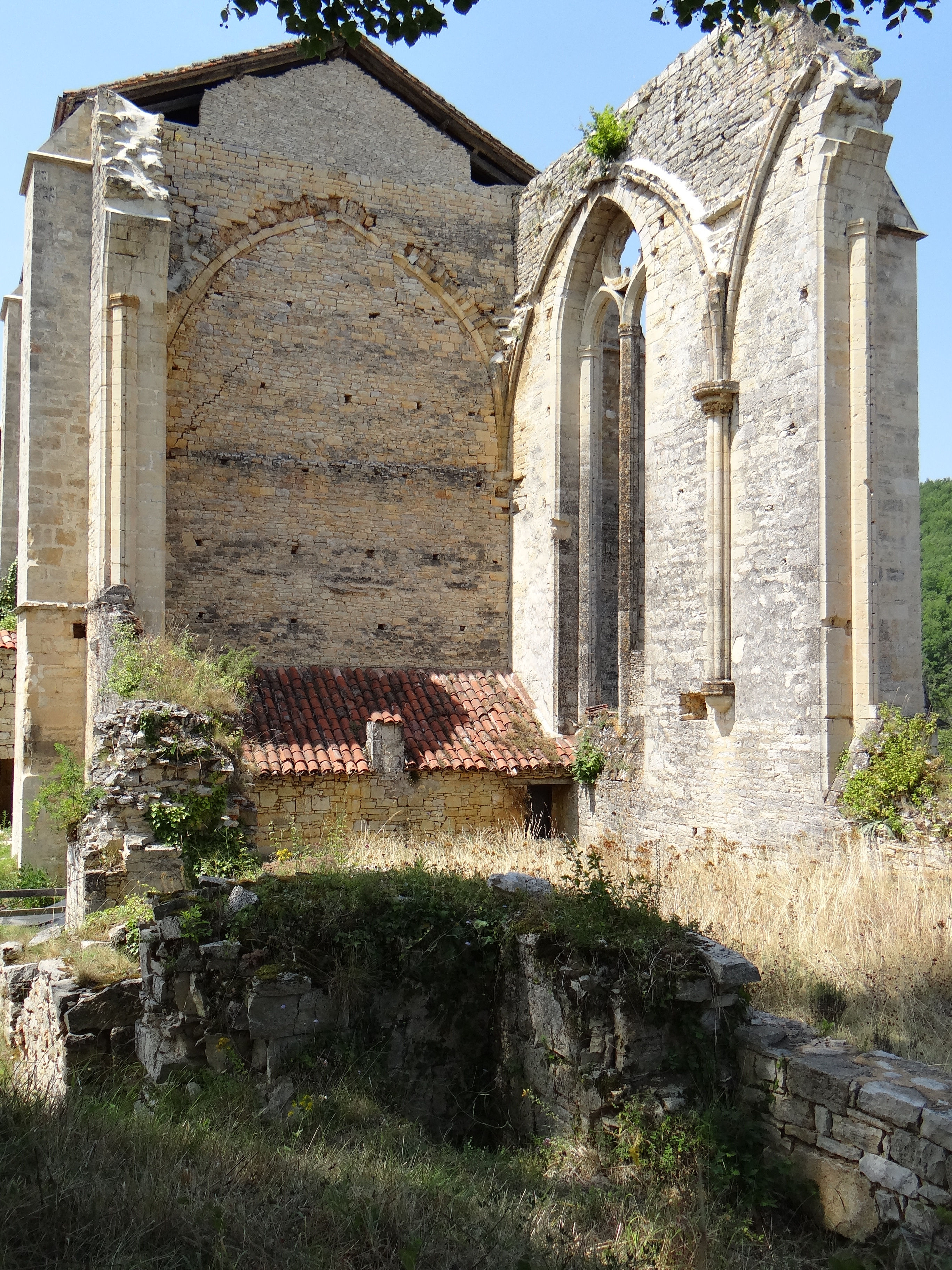
L'Abbaye-Nouvelle : vestiges de l'église
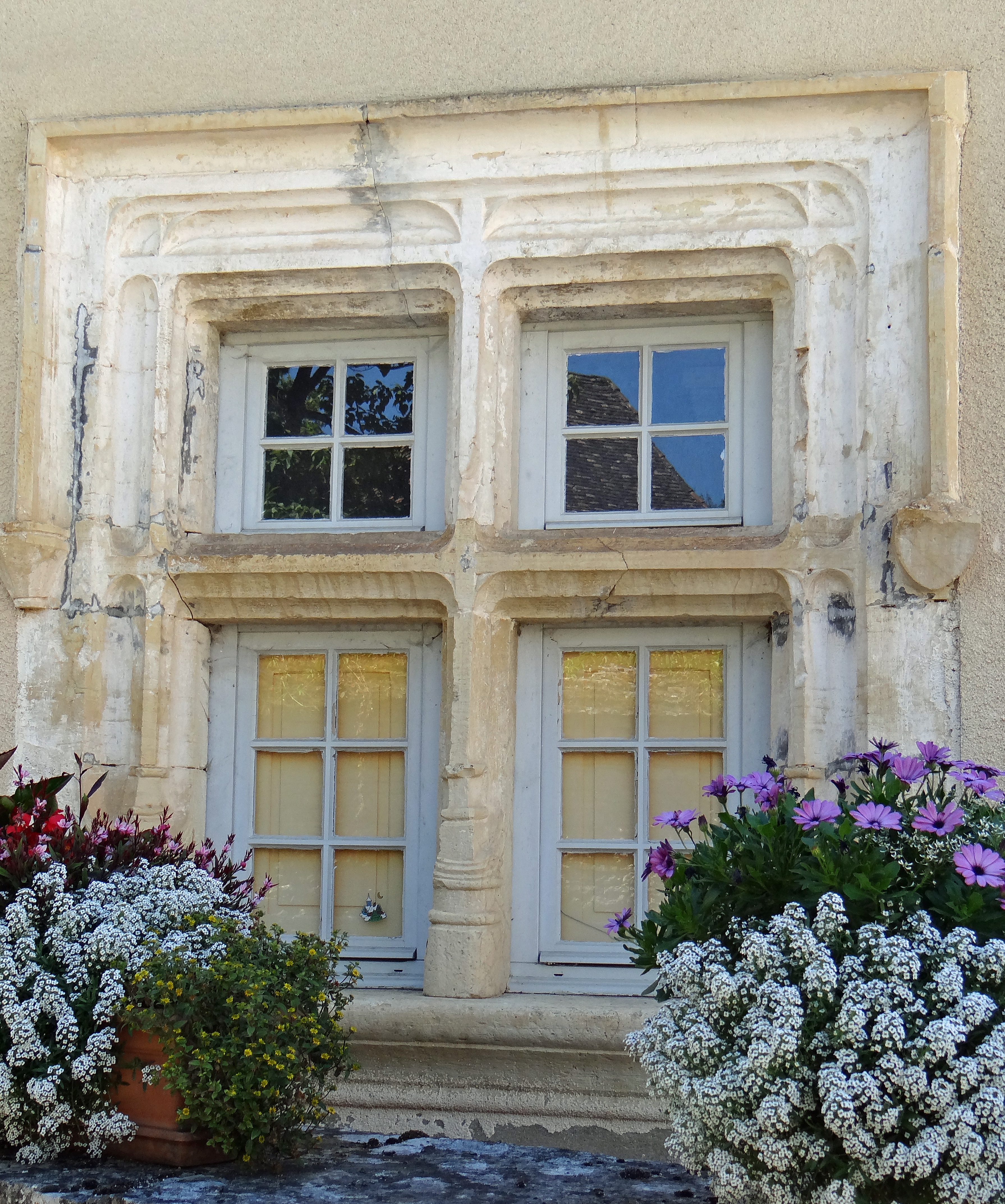
Fenêtre à meneaux de l'ancien château
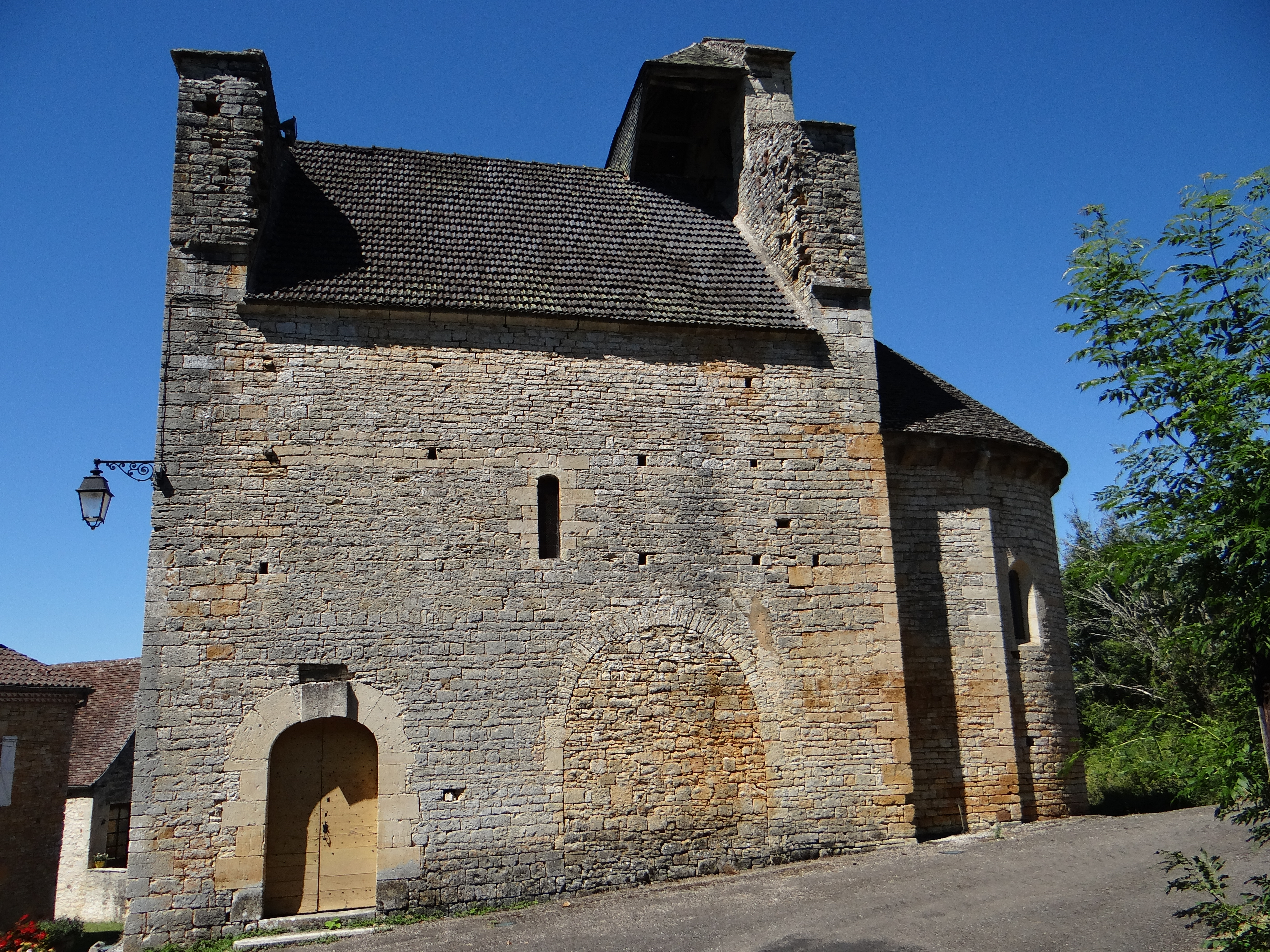
L'église Sainte-Madeleine de Léobard
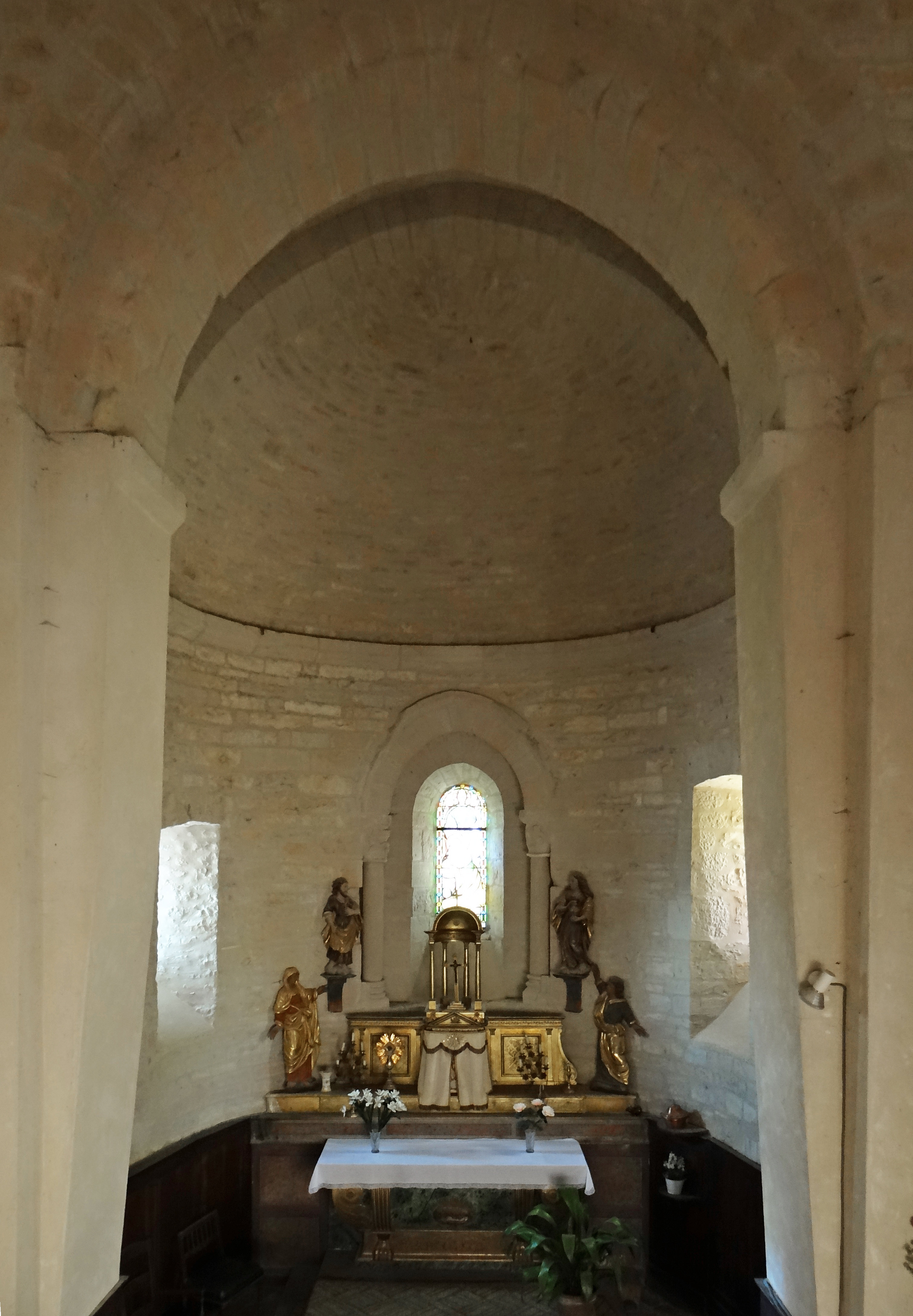
Chœur de l'église Sainte-Madeleine de Léobard
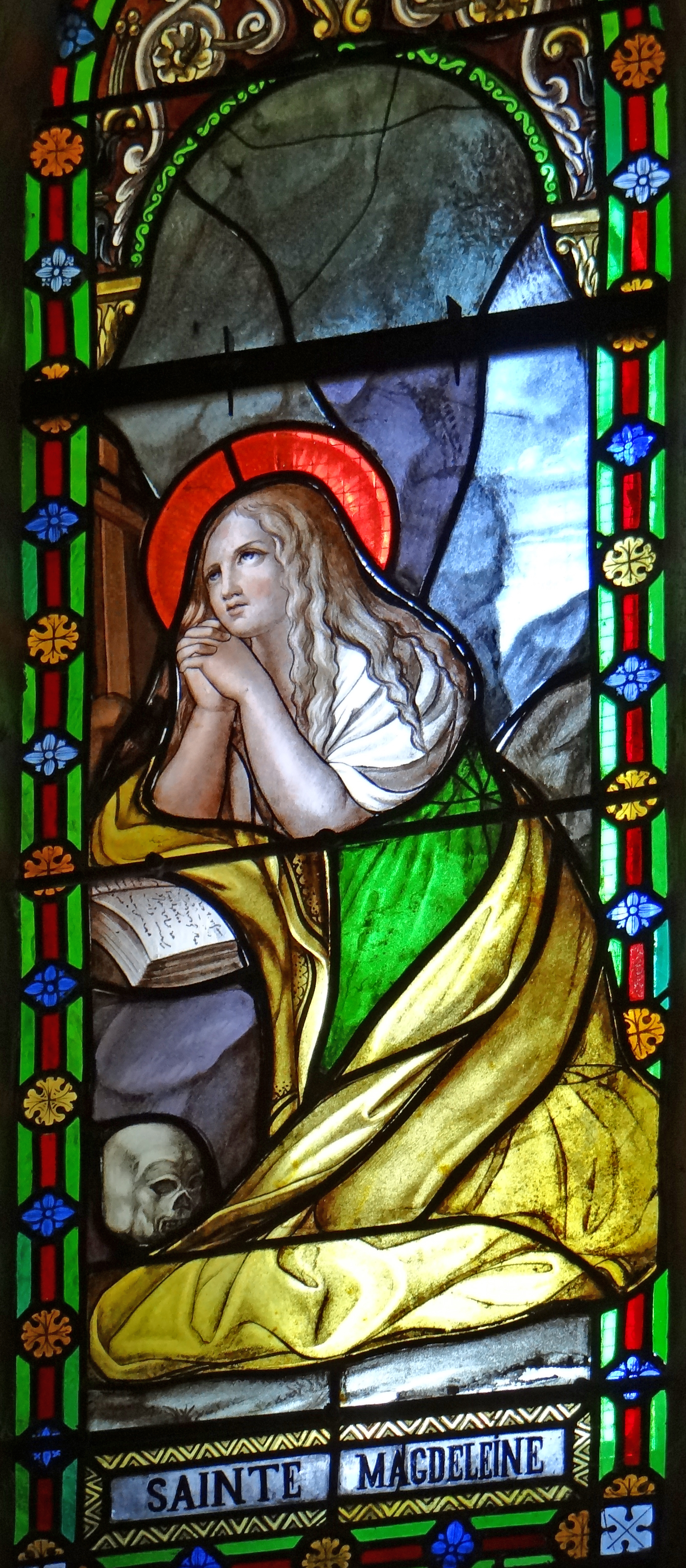
Vitrail de sainte Madeleine du XIXe siècle

## Personnalités liées à la commune
- Antoine Durand[39] (1744-?), avocat, homme politique né à Léobard, député  du tiers aux Etats Généraux de 1789.